# Fritz Schaub
Fritz Schaub (* 15. Oktober 1936 in Zug) ist ein Schweizer Journalist und Autor.

## Leben
Fritz Schaub studierte nach der Matura in Luzern Germanistik, Geschichte, Musikwissenschaft, Kunstgeschichte, Philosophie und Journalistik an den Universitäten Zürich und Caen. 1965 promovierte er mit einer Arbeit über den Schriftsteller Otto Wirz. 1965–1966 war er Redaktor der Zeitschrift „Die Woche“, 1967–1979 Kulturredaktor beim „Luzerner Tagblatt“ und danach redaktioneller Mitarbeiter bei der gleichen Zeitung sowie den Nachfolgezeitungen „Luzerner Zeitung“ und „Neue Luzerner Zeitung“. Daneben betätigte er sich als Opernkritiker für mehrere weitere Schweizer Zeitungen, zum Beispiel für die „Neue Zürcher Zeitung“, den „Bund“ und seit 1997 für die „Aargauer Zeitung“, und verfasste mehrere Bücher, wie etwa über die Internationalen Musikfestwochen Luzern.